# アルド・クレメンティ
アルド・クレメンティ(Aldo Clementi、1925年5月25日 - 2011年3月3日)はシチリア･カターニア生まれの、イタリアの作曲家。

## 略歴
サンタ・チェチーリア音楽院出身。ジョヴァンナ・フェッロとアルフレッド・サンジョルジに師事。ピエトロ・スカルピーニのピアノのマスタークラスを受講したこともあり、ピアニストとしての訓練も受けた。1971年から1992年までボローニャ音楽院で音楽理論の教鞭を執った。21世紀に入っても定期的に作品を完成させた。カターニア文化功労賞受賞。21世紀に入っても定期的に作品を完成させていたが、2011年に亡くなった。85歳。